# Radio Zwickau
Radio Zwickau ist ein privater Hörfunksender aus Zwickau. Sendestart war der 10. Dezember 1994. Von 1999 bis zum 22. Juli 2007 nannte sich der Sender Zwickau 96 Punkt 2.
Das Mantelprogramm von Radio Zwickau stammt von der Broadcast Sachsen GmbH & Co. KG, die unter anderem Antenne Sachsen sowie auch Hitradio RTL bestückt. Direkt in Zwickau werden lediglich die Lokalnachrichten für Zwickau produziert. Das Repertoire des Senders mit dem Claim „Der Sound für Zwickau Stadt und Land“ beinhaltet vor allem Musik aus den 1980er-Jahren bis heute.

## Allgemeine Informationen
Radio Zwickau ist Mitglied des Senderzusammenschlusses im Sachsen Funkpaket. Die speziell für die Großstädte und Ballungsräume Sachsens eingerichteten Sender strahlen jeweils ein 24-Stunden-Vollprogramm aus, so auch Radio Zwickau. Der Sender spricht eine Hörerzielgruppe im Alter von 30 bis 49 Jahren an. Er spielt hauptsächlich das Adult-Contemporary-Musikformat. Daneben gibt es stündliche Nachrichten, welche immer 10 Minuten vor der vollen Stunde gesendet werden und aus diesem Grund mit dem Claim „Immer 10 Minuten früher informiert“ beworben werden. Zusätzlich werden Verkehrsmeldungen im Halbstundentakt sowie aktuelle Informationen und Veranstaltungshinweise für die Region gesendet.

## Geschichte
Am 10. Dezember 1994 drückte der damalige Bürgermeister Rainer Eichhorn den Startknopf. Die erste Sendung bei 96,2 Radio Zwickau moderierte Mirko Jacob.
Seit Sendestart ist Tino Utassy Geschäftsführer von Radio Zwickau. 

## Funkhaus
Produziert wird das Programm von Radio Zwickau seit Dezember 2010 im Funkhaus am Kornmarkt. Seit Sendestart hatte Radio Zwickau sein Funkhaus auf der Leipziger Straße, bevor der Sender im Dezember 2010 direkt ins Stadtzentrum von Zwickau zog.
Im Dezember 2010 erhielt Radio Zwickau ein neues Sendestudio.

## Programmdirektoren
- Uwe Schneider (01/1999 – 12/2009)
- Matthias Montag (05/2010 – 04/2013)
- Karin Müller (01/2014 – 03/2014)
- Andrea Krüger (05/2010 – 08/2024)
- Hagen Ullrich (seit 09/2024)

## Programm
| Sendezeit           | Sendungsname               | Moderatoren                           |
| ------------------- | -------------------------- | ------------------------------------- |
| 0450 Uhr – 0950 Uhr | André und die Morgenmädels | mit André Hardt und Kristin Hardt     |
| 0950 Uhr – 1350 Uhr | Zwickau bei der Arbeit     | mit Marcel Wentzke                    |
| 1350 Uhr – 1850 Uhr | Hallo Zwickau              | mit Roman Knoblauch                   |
| 1850 Uhr – 2050 Uhr | Zwickau am Abend           | mit Daniel Pavel oder Stephan Bodinus |

| Sendezeit           | Sendungsname               | Moderatoren                       |
| ------------------- | -------------------------- | --------------------------------- |
| 0450 Uhr – 0950 Uhr | André und die Morgenmädels | mit André Hardt und Kristin Hardt |
| 0950 Uhr – 1350 Uhr | Zwickau bei der Arbeit     | mit Marcel Wentzke                |
| 1350 Uhr – 1850 Uhr | Hallo Zwickau              | mit Roman Knoblauch               |
| 1850 Uhr – 2350 Uhr | Freitag-Nacht              | mit Stephan Bodinus               |

| Sendezeit           | Sendungsname               | Moderatoren                       |
| ------------------- | -------------------------- | --------------------------------- |
| 0650 Uhr – 1150 Uhr | André und die Morgenmädels | mit André Hardt und Kristin Hardt |
| 1150 Uhr – 1750 Uhr | Endlich Wochenende         | mit Andrea Krüger                 |
| 1750 Uhr – 1950 Uhr | Zwickau Charts             | mit Mark Mathew                   |
| 1950 Uhr – 0250 Uhr | Samstag-Nacht in the Mix   | Programm ohne Moderation          |

| Sendezeit           | Sendungsname       | Moderatoren          |
| ------------------- | ------------------ | -------------------- |
| 0650 Uhr – 0850 Uhr | Endlich Wochenende | mit Matthias Zilch   |
| 0850 Uhr – 1250 Uhr | Reiseexpress       | mit Matthias Zilch   |
| 1250 Uhr – 1750 Uhr | Endlich Wochenende | mit Robert Drechsler |
| 1750 Uhr – 2050 Uhr | Zwickau am Abend   | mit Robert Drechsler |

## Mitarbeiter
Moderatoren
| - André Hardt - Kristin Hardt - Mirjam Köfer | - Marcel Wentzke - Roman Knoblauch - Stephan Bodinus | - Falko Maiwald - Mark Mathew - Robert Drechsler | - Andrea Krüger - Daniel Pavel - Matthias Zilch |

| Redaktionsleitung - Gunnar Tichy | Nachrichtenredaktion - Tina Wojnowski - Annett Wölfel - Janis Müller - Gert Friedrich | Sportredaktion - Jens Umbreit | Verkehrsredaktion - Mirjam Köfer - Matthias Zilch - Robert Drechsler |

Stationvoice
- Christian Blecken (seit 02/2015)
- Christin Pols (seit 08/1999)
- Karsten Klaue † (05/2010 – 01/2015)
- Bodo Venten (08/1999 – 04/2010)

## Empfang
Das Programm von Radio Zwickau wird über UKW auf folgenden 4 Frequenzen ausgestrahlt.
| Region        | Frequenz  |
| ------------- | --------- |
| Zwickau       | 96,2 MHz  |
| Meerane       | 89,2 MHz  |
| Werdau        | 90,9 MHz  |
| Wilkau-Haßlau | 103,4 MHz |

Außerdem ist das Programm über DAB+ im Raum Südwestsachsen im Kanal 8A zu empfangen.
Als Livestream wird Radio Zwickau weltweit im Internet übertragen.
Des Weiteren werden weitere Streams angeboten:
- Radio Zwickau
- Radio Zwickau 2
- 80er Kulthits
- 90er XXL
- Top Hits
- Freitag Nacht
- Sommerradio
- Weihnachtsradio